# Alex Acuña
Alejandro Neciosup Acuña, detto Alex (Pativilca, 12 dicembre 1944), è un batterista e percussionista peruviano.

## Biografia
Alex comincia la sua carriera all'età di diciotto anni unendosi all'orchestra di Pérez Prado. Dopo aver collaborato con Elvis Presley e Diana Ross dal 1975 al 1978 milita nei Weather Report.
Altri artisti con cui ha lavorato sono: Tracy Chapman, Joe Cocker, Seal, Roy Orbison, Randy Crawford, José Feliciano, Harry Belafonte, Donna Summer, Joan Armatrading, Robbie Williams, Rickie Lee Jones, Alberto Fortis, Bonnie Raitt.

## Equipaggiamento
Batterie e hardware DW
Collector's Series Maple Drums in Natural Lacquer over Koa Vertical Grain Exotic with Chrome Hardware
- Cassa 18 x 22
- Rullante "Edge" 6 x 13
- Tom 7 x 8
- Tom 8 x 10
- Tom 9 x 12
- Timpano 12 x 14
- Timpano 14 x 16

Hardware
- 9000 Single Pedal
- 5520 Dual/Accessory Hi-Hat Stand
- 9300 Snare Drum Stand
- 9991 Single Tom Stand
- 9900 Double Tom Stand
- 9700 Straight/Boom Cymbal Stand
- 9700 Straight/Boom Cymbal Stand
- 9700 Straight/Boom Cymbal Stand
- 9700 Straight/Boom Cymbal Stand
- DWSM934 Cymbal Arm
- DWSM934 Cymbal Arm
- 9100AL Air Lift Drum Throne

Piatti Zildjian
- A New Beat Hats 13
- A Custom Crash 16
- K Costantinople Crash 16
- K Splash 10
- A Custom Splash 10
- A Custom Splash 6
- K Ride 22
- A Custom Crash 18
- A Custom Splash 6
- A Custom Crash 18
- FX Oriental China Trash 18

Bacchette Vic Firth
- Alex Acuña Conquistador (SAA) (Lunghezza 16 / Diametro 0.440)
- Alex Acuña Conquistador Clear (SAAC) (Lunghezza 16 / Diametro 0.440)
- Alex Acuña El Palo (SAA2) (Lunghezza 16 1/8 / Diametro 0.500)

Percussioni Gon Bops
- Alex Acuña Series Super Quinto 9 3/4 °
- Alex Acuña Series Quinto 10 3/4 °
- Alex Acuña Series Conga 11 1/2 °
- Alex Acuña Series Tumba  12 1/4 °
- Alex Acuña Series Bongò 7 + 8 1/2 °
- Alex Acuña Series Cajon °
- Alex Acuña Series Timbales
- Alex Acuña Series Bombo Bell
- Alex Acuña Series Campana Bell
- Alex Acuña Series Cha-Cha Bell
- Alex Acuña Series Paila Bell
- Alex Acuña Series Timbale Bell

" ° " = disponibile anche in edizione speciale.